# صمويل هولمن

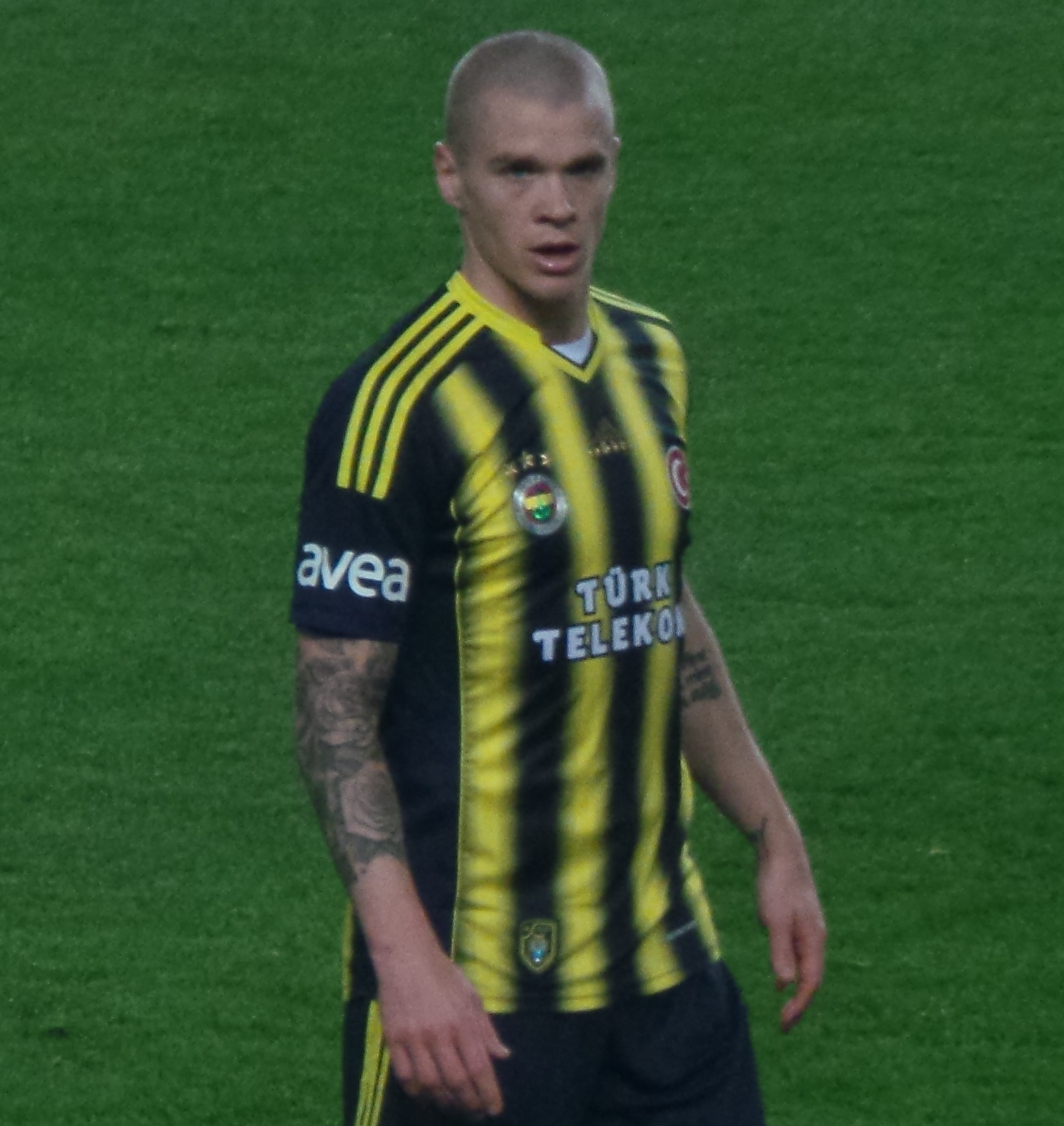

صمويل هولمن (بالسويدية: Samuel Holmén)‏ (مواليد 28 يونيو 1984 في أنيلوند) لاعب كرة قدم سويدي دولي يجيد اللعب في خط الوسط . يلعب حاليا لصالح نادي بلدية إسطنبول التركي منذ 2010 .

## روابط خارجية
- صمويل هولمن على موقع الاتحاد الدولي (مؤرشف)  (الإنجليزية)
- صمويل هولمن على موقع الاتحاد الأوربي (الإنجليزية)
- صمويل هولمن على موقع اتحاد السويد (السويدية)
- صمويل هولمن على موقع اتحاد تركيا (لاعب) (الإنجليزية)
- صمويل هولمن على موقع قاعدة بيانات كرة القدم.إي يو (الإنجليزية)
- صمويل هولمن على موقع ناشيونال فوتبول تيمز (الإنجليزية)
- صمويل هولمن على موقع Soccerway.com (الإنجليزية)
- صمويل هولمن على موقع عالم كرة القدم.نت (الإنجليزية)